# 格拉韋利 (阿肯色州)
格拉韋利（英語：Gravelly）是位於美國阿肯色州耶爾縣的一個非建制地區。該地的面積和人口皆未知。

## 地理
格拉韋利的座標為34°52′59″N 93°41′15″W / 34.88306°N 93.68750°W，而該地的平均海拔高度為141米（即463英尺）。